# Napht-1-ol
Pour les articles homonymes, voir Naphtol.
Le napht-1-ol ou α-naphtol est un composé aromatique bicyclique dérivé du naphtalène, de formule C10H7OH. C'est un isomère du napht-2-ol qui diffère par la position du groupe hydroxyle sur le noyau de naphtalène. Il se présente sous la forme d'un solide cristallin incolore.
Le napht-1-ol est un métabolite du carbaryl, un insecticide, et du naphtalène. Comme les TCPy (3,5,6-trichloro-2-pyridinol), il a été montré qu'il provoque une chute des taux de testostérone chez l'homme adulte.